# Ordinul Sfântului Andrei

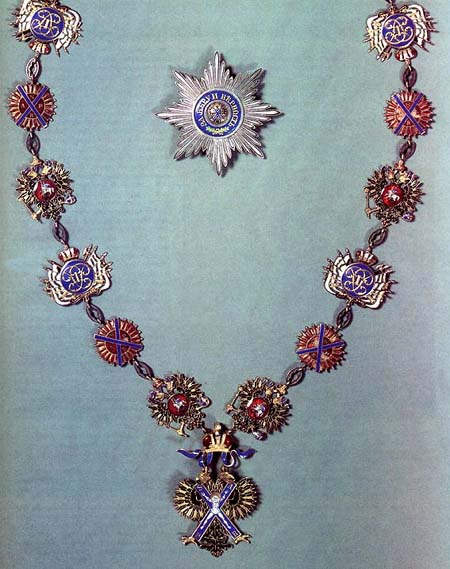
Colanul şi Steaua Ordinului Sfântului Andrei

Ordinul imperial al Sfântului Apostol Andrei, primul chemat  (în rusă Орден Святого апостола Андрея Первозванного) este un ordin onorific rusesc fondat la 30 august 1698 de țarul Petru cel Mare.
Întâiul ordin rus, atât prin data creării sale, sub domnia lui Petru I, cât și prin locul pe care îl ocupă în ierarhia ordinelor rusești, Ordinul Sfântului Andrei  are particularitatea de a fi rezervat celor mai înalte personalități ale statului, atât civile cât și militare. Între 1699 și 1917 a fost decernat unui număr de ceva mai mult de 1.000 de persoane, în afară de membri ai familiei imperiale. Ordinul Sfântului Andrei s-a bucurat mereu de un foarte mare prestigiu, atât în Rusia cât și în străinătate. Astăzi Ordinul Sfântului Andrei este atât un ordin dinastic al familiei imperiale a Romanovilor în exil, cât și cel mai înalt ordin al actualei Federații Ruse.

## Istoric

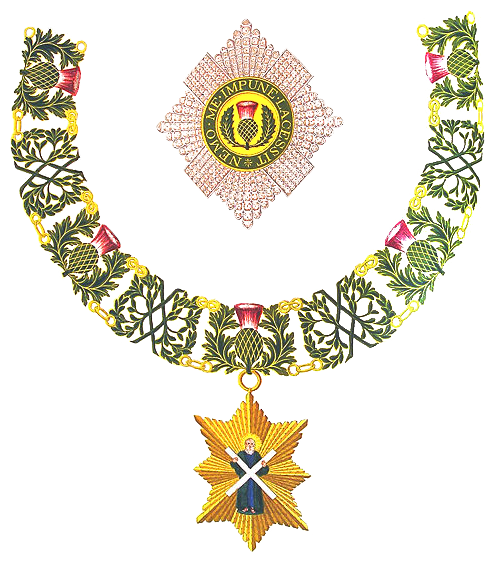
Ordinul Ciulinului

În cursul sejurului său în Anglia, Petru I al Rusiei a primit mai multe decorații. În ianuarie 1698 a primit Ordinul Jartierei din mâinile lui Wilhelm al III-lea. În cursul vizitei sale în Marea Britanie, Petru cel Mare a descoperit existența Ordinului Ciulinului, o distincție creată în 1503 de către regele Iacob al IV-lea al Scoției. Acest ordin purta inițial numele de Ordinul Sfântului Andrei al Scoției și al Ciulinului, suveranul scoțian i-a dat un nou statut acestui ordin și l-a numit Ordinul Ciulinului. La sfârșitul secolului al XVII-lea, Rusia nu poseda nicio decorație, niciun ordin dinastic. În anul 1698, Petru cel Mare a descoperit modul de a dota Rusia cu un ordin cavaleresc. Tot în Anglia, și-a informat anturajul de hotărârea sa; prin propria sa voință, țarul a readus la viață acest ordin scoțian uitat; a luat, prin urmare, hotărârea de a lua ca model Ordinul Ciulinului..
Revenit în Rusia, Petru I a creat Ordinul Sfântului Apostol Andrei, primul chemat, data precisă a creării ordinului rămâne necunoscută, însă se pare că s-ar situa între 1698 și 1699 (potrivit calendarului iulian). O medalie comemorativă din bronz bătută la 30 noiembrie 1698 ar atesta această dată de creare a ordinului; pe această medalie au fost gravate Crucea Sfântului Andrei așezată peste vulturul bicefal. La 20 martie 1699, secretarul ambasadei austriece în Rusia, Johann Georg Korb, a notat în jurnalul său cuvintele: «Majestatea Sa a instaurat Ordinul Cavaleresc al Ordinului Sfântului Apostol Andrei».»
Acest jurnal este unica dovadă scrisă a instaurării acestui ordin. Secretarul ambasadei scrie în jurnalul său: «Majestatea Sa a remis boierului Fiodor Alekseievici Golovin primul însemn al Ordinului Sfântului Andrei».» Alegerea Sfântului Andrei nu a fost hotărâtă la întâmplare, deoarece Sfântul Apostol era venerat de poporul rus.
Potrivit scrierilor teologului Origene, Sfântul Andrei, fratele Sfântului Petru a fost primul evanghelizator al Rusiei, el a predicat Cuvântul lui Dumnezeu sciților, popor nomad care trăia în steple eurasiene, o zonă care se întindea din Ucraina până în Altai. Apostolul a murit ca martir în Patras în anul 60. Potrivit unor povestiri, Sfântul Andrei a ridicat o cruce pe dealurile Kievului, pe malurile fluviului Nipru. Venerat în toată Rusia, a devenit Sfânt Patron al Bisericii Ruse. Din acest motiv, Petru cel Mare a fondat acest ordin.